# 廣州地鐵四號線列車
广州地铁四號線列車，是广州地铁4号线使用的一款载客列车，亦是中国大陆首款投入商业应用的轮轨直线电机车辆。

## 车辆简介
本款列車全稱为“廣州市軌道交通四號線直線電機車輛”，內部型号为L1型，制造商产品型号为SFM03，共30列120辆。
每列车為全4节動車结构，沒有拖車，亦即所謂的「實心列車」；列车在正线使用第三轨下部受电方式，在车辆段内则采用柔性接触网受电方式。

## 历史
2004年8月，南车四方机车车辆股份有限公司和日本川崎重工、伊藤忠商事合作，与广州地铁签订了地铁4、5号线的直线电机地铁车辆项目合同，由伊藤忠商事負責从川崎重工和三菱電機引進直线电机列車技術，南車四方負責列車的設計和生產。
2005年11月27日，首列L1型列车於山东青岛南车四方公司下线。
2005年12月6日，首两列L1型列車运抵广州，由于要赶在同年12月26日通车试运营，这两列车在西塱车辆段解编后，随即通过平板车转运至新造车辆段，然后在4号线正线进行运营前的调试工作（这样的转运方式亦是L2型、L3型、L4型运抵广州之后必须经过的流程之一）。
2007年，L1型列车全部制造完毕。

## 列车设计

### 外形
列车采用轻量化鼓形结构，长 71.64 m，宽 2.8 m，车体使用大断面挤压铝型材焊接而成，地板、车顶、侧墙和端墙均采用隔热和隔音材料。列车的头车驾驶室车门与列车车身融为一体，可降低风阻；前窗玻璃采用夹层式安全防爆玻璃，并与司机室前部融合为同一个曲面。列车的前窗玻璃周边经过丝网印刷处理，但试作车（04x001-002 和 04x003-004 编组）的印刷部位与量产车的略有差异。
车体以浅白色为主色调，两边各有一条鲜艳的玫瑰红饰带，車頭的“羊角”標誌為白色。
试作车在运抵广州时设有下裙板，不过在投入运营后拆除；量产车均有下裙板，不过其较试作车的小。

### 内装
每节车厢两侧设有纵向靠墙布置2个长座椅和2个短座椅，座椅表面由压纹的不锈钢制成；车厢内墙面与天花板以月白色调为主，使列车内部显得清爽优雅。每节车厢均配备四个大侧窗进行采光，现代感十足；车厢连接处旁边设有小窗户和双人座，但没有设置设备区。
列車原采用三基色荧光灯提供照明，后在2014~2015年间陆续改为采用白色LED灯提供照明，此为车厢照度智能化控制技术在广州地铁的首次应用。列車在出厂时使用喷漆的不锈钢扶手，由於長時間使用後會掉漆，列車均已在檢修時對扶手進行脫漆改造；此外试作车的车门侧扶手与量产车的不同。

列車首、尾两节车厢的驾驶室隔門均设有瞭望窗，其自2014年9月起，出于运营安全考虑而逐步被封上。

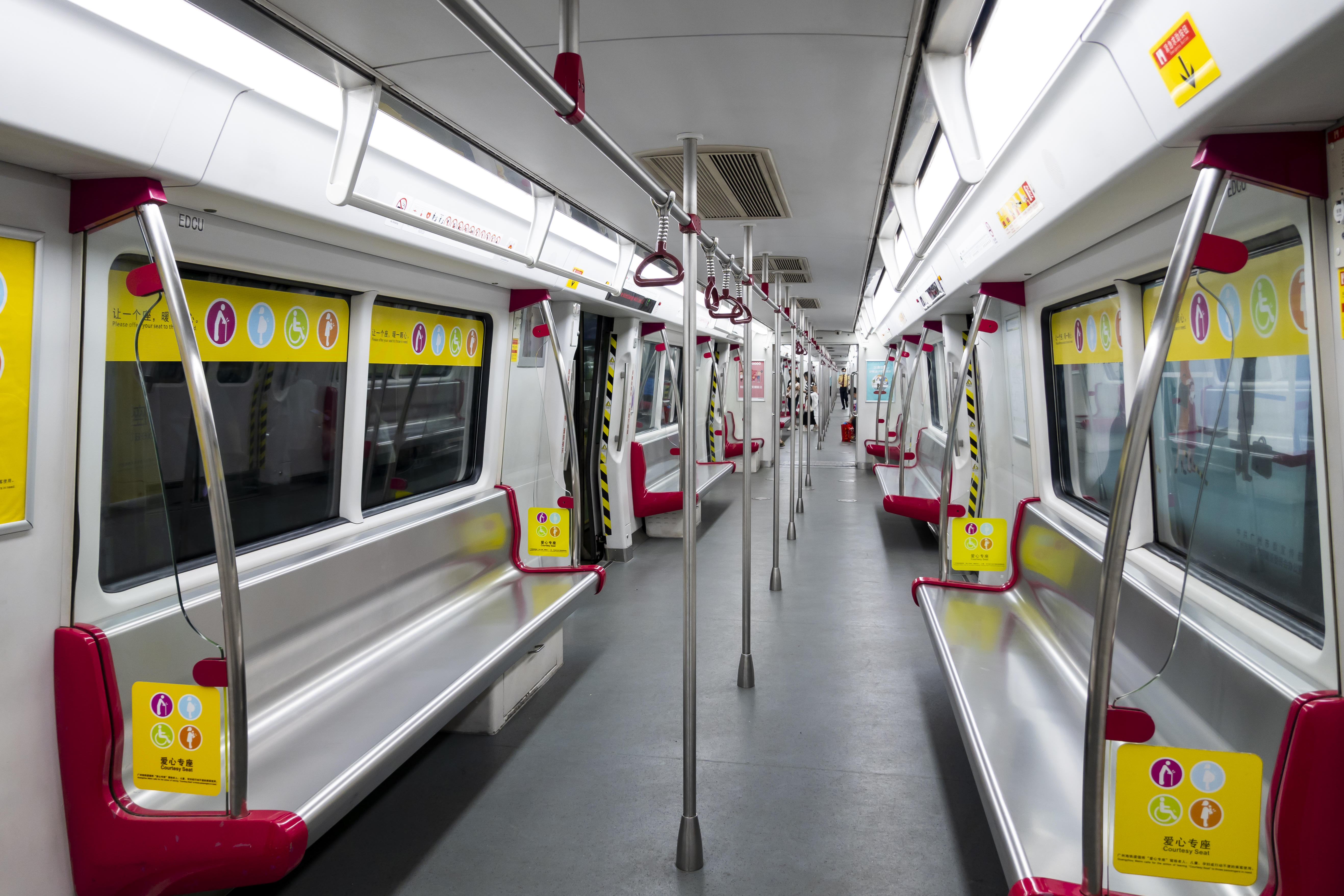
车厢内部
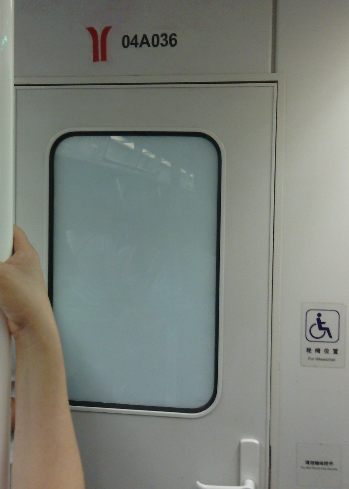
瞭望窗
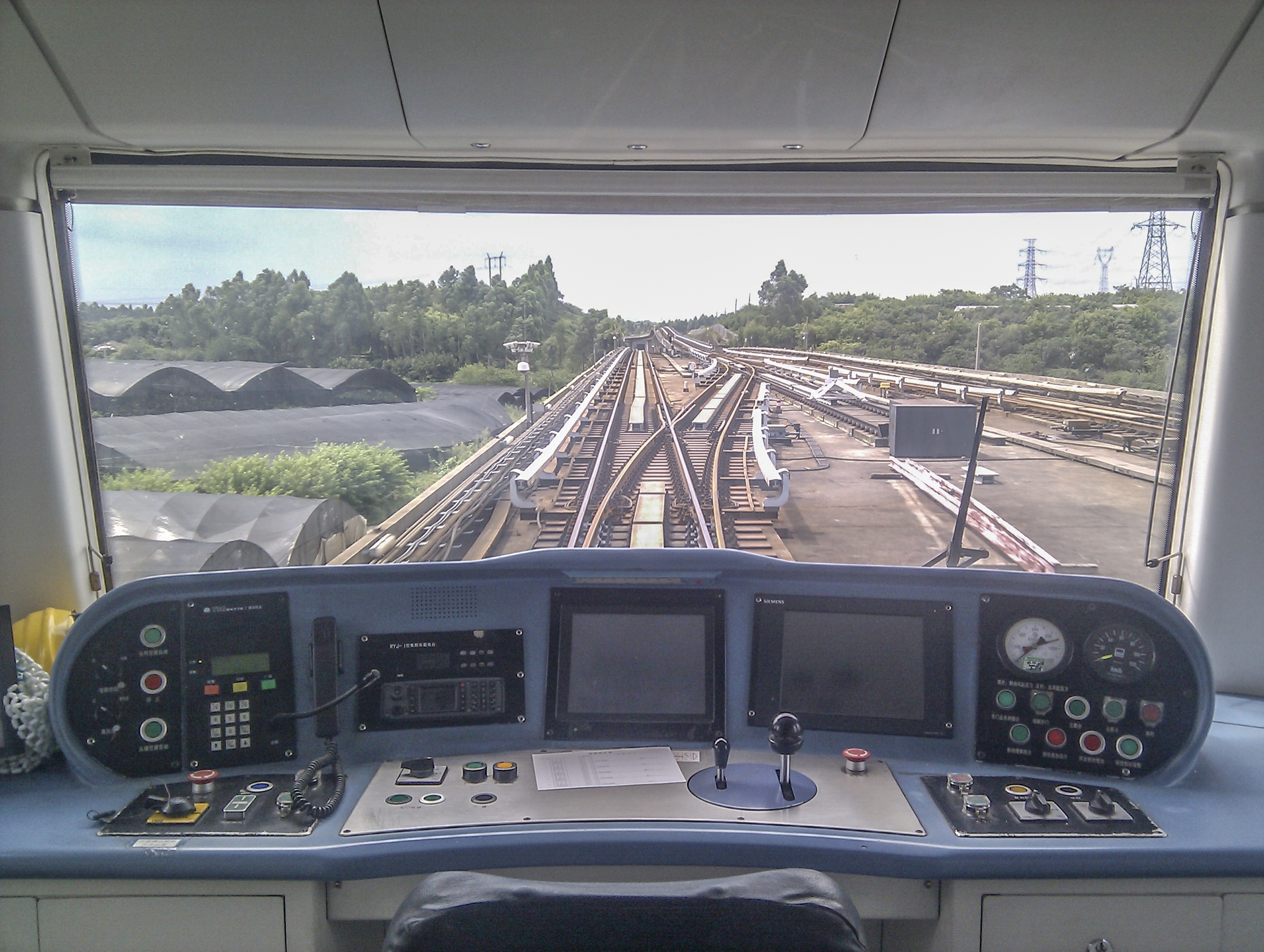
列车驾驶室

#### 乘客信息系統
本款列車在上线初期使用LED單點式閃燈路綫圖，后为配合四號線未来实施大小交路等因素，改为使用LED走字屏配合胶版路线图显示到站信息。
每節車廂均配置四台15寸的4:3比例 LCD 屏幕以播放節目；所有列车均装有闭路电视，司機可在乘客使用紧急求助按钮后，查看闭路电视以了解车厢情况。

### 主要设备

#### 车门
每节车厢共3对车门，均为南京康尼机电科技制双开电动电控塞拉门；每扇车门净宽 1400 mm，净高 1860 mm，且车门上方设有开闭门灯，供司机瞭望时判断车门是否关闭。

#### 车钩与转向架
每节车厢各安装两台由庞巴迪运输提供的 BM3000-LIM 紧凑型柔性转向架，其在改善直线电机工作性能方面经过特殊设计，具有转弯半径小、爬坡能力强、轮缘磨耗小、低噪声、低维护成本的特点。
每列车的两端设有全自动车钩，列车内的两节B单元车厢由半自动车钩连接，而A单元车厢与B单元车厢则由半永久牵引杆连接。

#### 牵引及辅助系统
列车采用三菱电机设计的牵引及辅助供电系统，具体包括：
- 每台转向架均装有一台 MB-7009-A 型直线电机[11][12]，单台电机的额定功率为 155 kW，额定电压为 1100 V，额定电流为 210 A，工作频率 22.5 Hz，同步速度 45.5 km/h[12]。
- 每节B单元车厢各安装一台 MAP-164-15V148 型牵引逆变器[13]（每台内含两套输出容量 540 kVA 的 MS-F207B 型功率单元[13]），对其所在动力单元（两节车厢）的牵引电机进行1C2M2群方式跨车厢控制。
- 每节A单元车厢各安装一台 NC-IAT-140A 型辅助电源[1][13]，其由三电平电压型辅助逆变器和直流充电机两部分组成，为列车的空调、照明系统、控制电路等提供稳定的三相交流电压。

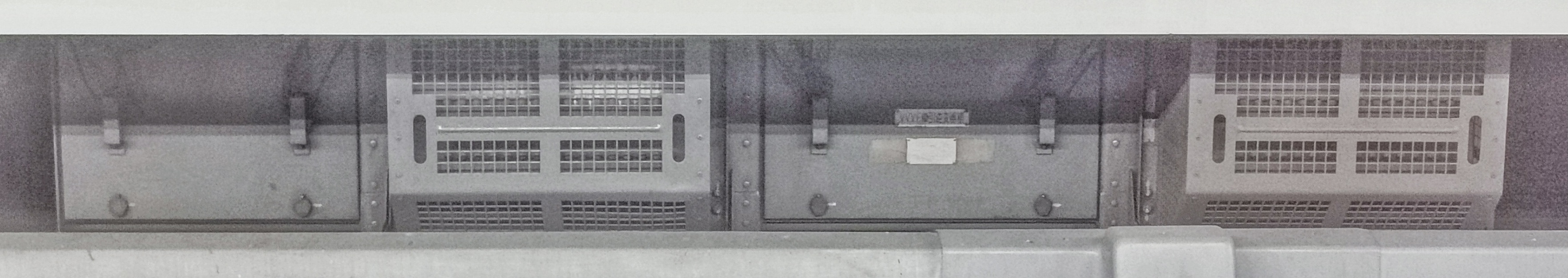
MAP-164-15V148 型牵引逆变器

#### 制动系统
列车采用克诺尔集团制 EP2002 模拟式电空制动系统，由 VV120 空气压缩机及其配套电机、总风缸及制动风缸、网关阀、智能阀、速度传感器、防滑电子控制单元等组成。
- 每节车厢都具有一个网关阀和一个智能阀，二者均靠近转向架安装，并通过制动控制总线连接；所有网关阀的功能相同，以保证制动系统的冗余性。
- 每个网关阀都提供与牵引系统和列车管理系统的接口，同时接受列车指令，指示列车状态和制动等级；网关阀与监视系统之间设有硬件连接指示器，用于识别网关阀和智能阀的位置。
- 为了能在ATO模式下更好地采集速度信号，每节A单元车厢各安装一个第4轴空气制动切除电磁阀，防止列车出现滑行而导致列车速度采集信号失真。
- 在每组单元车中，两个网关阀中的一个用作主阀，制动指令通过列车管理系统向制动和防滑电子控制单元传递，主阀向各个制动阀分配相应的制动力进行制动和防滑控制。

#### 空调系统
列车采用由王牌冷气（石家庄国祥）提供的空调系统，每节车厢的车顶各安装两台制冷量为 35 kW 的 KG35 型空调机组（采用三菱重工制 ZEN117YZA-C 型卧式全封闭涡旋压缩机，并以 R407C 为制冷剂）和一台 HQ43P 型车顶排气装置，为车内提供温度小于26℃、湿度为60%左右的舒适乘车环境。

## 列车编组
|                                                   | 四号线列车（L1） ←南沙客運港方向黃村方向→ |                                         |                                         |              |                                                           |                                                           |   |                                                           |                                                           |              |                                         |                                         |              |
| 单元车                                            | 04××× （奇）                              | 04××× （奇）                            | 04××× （奇）                            | 04××× （奇） | 04××× （奇）                                              | 04××× （奇）                                              | + | 04××× （偶）                                              | 04××× （偶）                                              | 04××× （偶） | 04××× （偶）                            | 04××× （偶）                            | 04××× （偶） |
| 車廂編號                                          | =                                         | 04A××× （奇）                           | 04A××× （奇）                           | -            | 04B××× （奇）                                             | 04B××× （奇）                                             | + | 04B××× （偶）                                             | 04B××× （偶）                                             | -            | 04A××× （偶）                           | 04A××× （偶）                           | =            |
| 受电弓                                            | =                                         |                                         | >                                       | -            |                                                           |                                                           | + |                                                           |                                                           | -            | <                                       |                                         | =            |
| 列车编组                                          | =                                         | Mcp                                     | Mcp                                     | -            | M                                                         | M                                                         | + | M                                                         | M                                                         | -            | Mcp                                     | Mcp                                     | =            |
| 牵引电机                                          | =                                         | 三菱電機原设计 MB-7009-A 155 kW × 2台   | 三菱電機原设计 MB-7009-A 155 kW × 2台   | -            | 三菱電機原设计 MB-7009-A 155 kW × 2台                     | 三菱電機原设计 MB-7009-A 155 kW × 2台                     | + | 三菱電機原设计 MB-7009-A 155 kW × 2台                     | 三菱電機原设计 MB-7009-A 155 kW × 2台                     | -            | 三菱電機原设计 MB-7009-A 155 kW × 2台   | 三菱電機原设计 MB-7009-A 155 kW × 2台   | =            |
| 牵引逆变器                                        | =                                         |                                         |                                         | -            | 三菱電機原设计 MAP-164-15V148 2 × 540 kVA IGBT 1C2M × 2群 | 三菱電機原设计 MAP-164-15V148 2 × 540 kVA IGBT 1C2M × 2群 | + | 三菱電機原设计 MAP-164-15V148 2 × 540 kVA IGBT 1C2M × 2群 | 三菱電機原设计 MAP-164-15V148 2 × 540 kVA IGBT 1C2M × 2群 | -            |                                         |                                         | =            |
| 辅助电源                                          | =                                         | 三菱電機原设计 NC-IAT-140A 140 kVA IGBT | 三菱電機原设计 NC-IAT-140A 140 kVA IGBT | -            |                                                           |                                                           | + |                                                           |                                                           | -            | 三菱電機原设计 NC-IAT-140A 140 kVA IGBT | 三菱電機原设计 NC-IAT-140A 140 kVA IGBT | =            |
| 集電靴                                            | =                                         | T                                       |                                         | -            |                                                           | T                                                         | + | T                                                         |                                                           | -            |                                         | T                                       | =            |
| M：动力车；Mcp：带驾驶室和受电弓的动车            |                                           |                                         |                                         |              |                                                           |                                                           |   |                                                           |                                                           |              |                                         |                                         |              |
| ＝ ：全自动车钩；+ ：半自动车钩；- ：半永久牵引杆 |                                           |                                         |                                         |              |                                                           |                                                           |   |                                                           |                                                           |              |                                         |                                         |              |

| 四號線列車（L1型）列車編號                                                                  | 四號線列車（L1型）列車編號             | 四號線列車（L1型）列車編號        |
| ------------------------------------------------------------------------------------------- | -------------------------------------- | --------------------------------- |
| 04A001 - 04B001 - 04B002 - 04A002 [SC]                                                      | 04A021 - 04B021 - 04B022 - 04A022      | 04A041 - 04B041 - 04B042 - 04A042 |
| 04A003 - 04B003 - 04B004 - 04A004 [SC]                                                      | 04A023 - 04B023 - 04B023 - 04A024 [AG] | 04A043 - 04B043 - 04B044 - 04A044 |
| 04A005 - 04B005 - 04B006 - 04A006                                                           | 04A025 - 04B025 - 04B026 - 04A026      | 04A045 - 04B045 - 04B046 - 04A046 |
| 04A007 - 04B007 - 04B008 - 04A008                                                           | 04A027 - 04B027 - 04B028 - 04A028      | 04A047 - 04B047 - 04B048 - 04A048 |
| 04A009 - 04B009 - 04B010 - 04A010                                                           | 04A029 - 04B029 - 04B030 - 04A030      | 04A049 - 04B049 - 04B050 - 04A050 |
| 04A011 - 04B011 - 04B012 - 04A012                                                           | 04A031 - 04B031 - 04B032 - 04A032 [AG] | 04A051 - 04B051 - 04B052 - 04A052 |
| 04A013 - 04B013 - 04B014 - 04A014                                                           | 04A033 - 04B033 - 04B034 - 04A034      | 04A053 - 04B053 - 04B054 - 04A054 |
| 04A015 - 04B015 - 04B016 - 04A016                                                           | 04A035 - 04B035 - 04B036 - 04A036      | 04A055 - 04B055 - 04B056 - 04A056 |
| 04A017 - 04B017 - 04B018 - 04A018                                                           | 04A037 - 04B037 - 04B038 - 04A038      | 04A057 - 04B057 - 04B058 - 04A058 |
| 04A019 - 04B019 - 04B020 - 04A020                                                           | 04A039 - 04B039 - 04B040 - 04A040      | 04A059 - 04B059 - 04B060 - 04A060 |
| SC 04x001-002 和 04x003-004 编组为试作车 AG 04x023-024 和 04x031-032 编组曾为亚運吉祥号列車 |                                        |                                   |

## 亚运吉祥号
L1型列车中，04x023-024 和 04x031-032 编组曾被包装为2010年广州亚运会的宣传列车“亚运吉祥号”，开创了广州地铁发展史乃至亚运会史上包装整列地铁列车进行广告宣传的先例。
两列主题列车的宣传涂装由环保UV墨水印刷而成，以浅绿色为基调，凸显亚运会的环保理念；车身一侧印有亚运会会标，另一侧印有2010年广州亚运会吉祥物乐羊羊的体育动作造型。
04x031-032 编组于2009年8月29日上午在新造车辆段举行首发仪式，其后 04x023-024 编组亦进行类似包装，两列车直到2014年年中才撤去涂装。